# Slaget vid Chacabuco
Slaget vid Chacabuco utkämpades under Chilenska självständighetskriget den 12 februari 1817. Det slutade med argentinsk-chilensk "seger" mot spanska styrkor.

## Bakgrund
Jose de San Martin ville frigöra Sydamerika från Spanska kronan, hans första steg var att börja i Chile för att sen fortsätta mot Peru. Han började med att rekrytera och utrusta en armé och på knappt två år lyckades han bilda en armé på 6 000 män med 1 200 hästar och 22 kanoner.
Andernas Armé (Ejercito Andino) som San Martin kallade sin armé led stora förluster när de passerade Anderna, en tredjedel av armén och mer än hälften av hästarna gick förlorade.
Rafael Maroto, befälhavaren av Spanska kronan ledning gick mot norr vid Chacabuco norr om Santiago för att möta San Martin och blockera hans framfart med cirka 1 600 män.
Maroto försökte hålla undan San Martin, för han visste att ytterligare en spansk armé var på väg från Santiago. San Martin visste detta och valde att attackera medan han fortfarande var numerärt överlägsen.

## Slaget
San Martin delar sin armé i två delar, den första under ledning av generalen Bernardo O'Higgins vars uppgift var att uppehålla Spanska armén på främre sidan, medan andra under ledning av General Soler flyttade fram från vänsterkanten.
Efter 10 timmars strid hade patrioterna förlorat 12 män och 120 skadade, spanjorerna förlorade mer än 600 män och 500 andra som tillfångatogs.
Tack vare segern kunde Chile bli självständigt.